# Discographie de Pink Floyd
La discographie de Pink Floyd réunit les enregistrements publiés de manière officielle réalisés par le groupe rock britannique Pink Floyd au cours de sa carrière. Elle comprend notamment quinze albums studio et sept albums en concert, ainsi qu'une vingtaine de singles.
À ses débuts, dans les années 1960, Pink Floyd s'inscrit dans le courant rock psychédélique, avec des singles à succès au Royaume-Uni comme Arnold Layne ou See Emily Play, deux compositions du guitariste et chanteur Syd Barrett parues en 1967. Après le renvoi de Barrett en 1968, le groupe cesse rapidement de publier des singles et évolue dans une direction plus progressive, avec des chansons plus longues et complexes.
Pink Floyd connaît un succès mondial dans les années 1970 avec les albums-concept The Dark Side of the Moon (1973), Wish You Were Here (1975), Animals (1977) et The Wall (1979). Ce dernier inclut notamment le single Another Brick in the Wall (Part II), très influencé par le disco, qui devient le seul no 1 du groupe dans les hit-parades britannique et américain. Malgré le départ du bassiste Roger Waters en 1985, Pink Floyd reste l'un des groupes les plus vendeurs au monde avec A Momentary Lapse of Reason (1987), The Division Bell (1994) et The Endless River (2014), son quinzième et dernier album studio.

## Albums

### Albums studio
Pink Floyd connaît ses premiers succès sur la scène musicale underground londonienne sous la direction de Syd Barrett et signe en octobre 1966 un contrat de management avec Peter Jenner et Andrew King. Pink Floyd enregistre une démo à la fin 1966 afin de susciter l'intérêt des maisons de disques et signe ensuite avec EMI Records ; le groupe sort alors son premier album, The Piper at the Gates of Dawn, en août 1967,.
Le comportement de Barrett conduit finalement à son remplacement par le guitariste et chanteur David Gilmour ; il quitte officiellement le groupe le 6 avril 1968, lui et Gilmour apparaissent tous deux sur le deuxième album du groupe, A Saucerful of Secrets. L'album est le premier publié par Pink Floyd à comporter une pochette créée par Hipgnosis, qui devient dès lors un collaborateur récurrent du groupe. Après le départ de Barrett, le groupe publie un album de musique de film, More, puis Ummagumma en 1969. Ce dernier sort sous la forme d'un double disque, le premier contenant des chansons interprétées en concert, le second des nouvelles chansons enregistrées en studio. L'année suivante sort Atom Heart Mother, une collaboration avec Ron Geesin et qui utilise un orchestre et une chorale, suivi par Meddle en 1971. En 1972, le groupe travaille sur la bande-originale du film La Vallée, qui est publiée sous le nom de Obscured by Clouds.
Le groupe connaît un succès commercial mondial dès 1973 avec The Dark Side of the Moon, qui s'est vendu à plus de 30 millions d'exemplaires, suivi de Wish You Were Here, Animals, et The Wall ; tous, sauf Animals, ont atteint la première place des charts aux États-Unis. The Dark Side of the Moon est l'un des albums les plus vendus dans le monde tandis que The Wall est le double-album le plus certifié par la Recording Industry Association of America.
Le bassiste et chanteur Roger Waters devient progressivement la force dominante et motrice du groupe à partir du milieu des années 1970 jusqu'à son départ en 1985, deux ans après la sortie de The Final Cut. Waters intente alors un procès pour dissoudre le groupe et retirer le nom, mais abandonne la poursuite l'année suivante. Les autres membres, emmenés par Gilmour, continuent à enregistrer et à tourner sous le nom de Pink Floyd, publiant A Momentary Lapse of Reason en 1987 et The Division Bell en 1994,. Un dernier album, qui reprend des enregistrements de The Division Bell, sort en 2014 sous le nom The Endless River,.
| Titre                                                                          | Détails | Classements des ventes | Classements des ventes | Classements des ventes | Classements des ventes | Classements des ventes | Classements des ventes | Classements des ventes | Classements des ventes | Classements des ventes | Classements des ventes | Classements des ventes | Classements des ventes | Classements des ventes | Classements des ventes | Classements des ventes | Classements des ventes | Classements des ventes | Classements des ventes | Classements des ventes | Certifications |
| Titre                                                                          | Détails | R-U                    | ALL                    | AUS                    | AUT                    | BEL                    | BEL                    | CAN                    | DAN                    | ESP                    | FIN                    | FRA                    | ITA                    | NOR                    | N-Z                    | P-B                    | POR                    | SUÈ                    | SUI                    | USA                    | Certifications |
| Titre                                                                          | Détails | R-U                    | ALL                    | AUS                    | AUT                    | (V)                    | (W)                    | CAN                    | DAN                    | ESP                    | FIN                    | FRA                    | ITA                    | NOR                    | N-Z                    | P-B                    | POR                    | SUÈ                    | SUI                    | USA                    | Certifications |
| ------------------------------------------------------------------------------ | --- | ---------------------- | ---------------------- | ---------------------- | ---------------------- | ---------------------- | ---------------------- | ---------------------- | ---------------------- | ---------------------- | ---------------------- | ---------------------- | ---------------------- | ---------------------- | ---------------------- | ---------------------- | ---------------------- | ---------------------- | ---------------------- | ---------------------- | --- |
| The Piper at the Gates of Dawn                                                 | - Sortie : 4 août 1967 ou 5 août 1967 - Label : EMI, Columbia - Formats : CD, LP, K7, téléchargement                     | 6                      | 42                     | —                      | —                      | 28                     | 39                     | —                      | —                      | 70                     | —                      | 15                     | 16                     | 10                     | —                      | 45                     | 14                     | 43                     | 87                     | 131                    | : Or · : Or · |
| A Saucerful of Secrets                                                         | - Sortie : 28 juin 1968 ou 29 juin 1968 - Label : EMI, Columbia - Formats : CD, LP, K7, téléchargement                   | 9                      | 57                     | —                      | —                      | —                      | —                      | —                      | —                      | —                      | —                      | 10                     | 24                     | —                      | —                      | —                      | —                      | —                      | —                      | 158                    | : Or · : Or |
| More                                                                           | - Sortie : 13 juin 1969 - Label : EMI , Columbia - Formats : CD, LP, K7, téléchargement                                  | 9                      | 74                     | —                      | —                      | —                      | —                      | —                      | —                      | —                      | —                      | 2                      | 43                     | —                      | —                      | 4                      | —                      | —                      | —                      | 153                    | Or |
| Ummagumma                                                                      | - Sortie : 7 novembre 1969 ou 25 octobre 1969 - Label : Harvest, Columbia - Formats : double CD, LP & K7, téléchargement | 5                      | 25                     | —                      | —                      | —                      | 89                     | 78                     | —                      | 88                     | —                      | 10                     | 35                     | —                      | —                      | 5                      | —                      | —                      | —                      | 74                     | : Or · : Or · : Or · : Platine |
| Atom Heart Mother                                                              | - Sortie : 2 octobre 1970 ou 10 octobre 1970 - Label : EMI, Harvest - Formats : CD, LP, K7, téléchargement               | 1                      | 8                      | 30                     | —                      | —                      | 176                    | 39                     | —                      | 79                     | —                      | 4                      | 5                      | 13                     | —                      | 5                      | 47                     | —                      | —                      | 55                     | : Or · : Or · : Or · : Or · : Platine · : Or |
| Meddle                                                                         | - Sortie : 5 novembre 1971 ou 13 novembre 1971 - Label : EMI, Harvest - Formats : CD, LP, K7, téléchargement             | 3                      | 11                     | 24                     | 69                     | —                      | —                      | 51                     | —                      | —                      | —                      | 7                      | 8                      | —                      | —                      | 2                      | —                      | —                      | 76                     | 70                     | : Or · : Or · : 2 × Or · : Or · : 2 × Platine |
| Obscured by Clouds                                                             | - Sortie : 2 juin 1972 - Label : EMI, Harvest - Formats : CD, LP, K7, téléchargement                                     | 6                      | 19                     | 44                     | —                      | —                      | —                      | 32                     | —                      | —                      | —                      | 1                      | 5                      | —                      | —                      | 3                      | —                      | —                      | —                      | 46                     | : Argent · : Or |
| The Dark Side of the Moon                                                      | - Sortie : 23 mars 1973 ou 24 mars 1973 - Label : EMI, Harvest - Formats : CD, LP, K7, téléchargement                    | 2                      | 3                      | 2                      | 1                      | 16                     | 6                      | 1                      | 21                     | 15                     | 10                     | 1                      | 1                      | 2                      | 1                      | 2                      | 1                      | 15                     | 8                      | 1                      | : 16 × Platine · : 3 × Platine · : 2 × Platine · : 14 × Platine · : 2 × Platine · : 2 × Diamant · : 5 × Platine · : 2 × Diamant · : 7 × Platine · : 16 × Platine · : Platine · : 15 × Platine               |
| Wish You Were Here                                                             | - Sortie : 5 septembre 1975 ou 12 septembre 1975 - Label : EMI, Harvest - Formats : CD, LP, K7, téléchargement           | 1                      | 4                      | 1                      | 2                      | 77                     | 68                     | 14                     | —                      | 17                     | 19                     | 1                      | 1                      | 2                      | 1                      | 1                      | 3                      | 14                     | 15                     | 1                      | : 2 × Platine · : Platine · : Or · : 7 × Platine · : 2 × Platine · : 3 × Platine · : Or · : Diamant · : 3 × Platine · : 4 × Platine · : 6 × Platine                                                         |
| Animals                                                                        | - Sortie : 21 janvier 1977 - Label : EMI, Harvest - Formats : CD, LP, K7, téléchargement                                 | 2                      | 1                      | 3                      | 2                      | 13                     | 11                     | 12                     | 20                     | 32                     | 22                     | 1                      | 1                      | 2                      | 1                      | 1                      | 1                      | 3                      | 5                      | 3                      | : Platine · : Platine · : Or · : Platine · : Platine · : Platine · : 4 × Platine |
| The Wall                                                                       | - Sortie : 30 novembre 1979 - Label : EMI, Harvest - Formats : double CD, LP & K7, téléchargement                        | 3                      | 1                      | 1                      | 1                      | 44                     | 20                     | 1                      | 6                      | 9                      | 17                     | 1                      | 1                      | 1                      | 1                      | 1                      | 3                      | 1                      | 8                      | 1                      | : Platine · : 4 × Platine · : Or · : 11 × Platine · : 2 × Diamant · : 6 × Platine · : Platine · : Diamant · : 5 × Platine · : 14 × Platine · : Platine · : Platine · : 2 × Platine · : 23 × Platine         |
| The Final Cut                                                                  | - Sortie : 21 mars 1983 - Label : Harvest, EMI - Formats : CD, LP, K7, téléchargement                                    | 1                      | 1                      | 3                      | 3                      | —                      | —                      | 2                      | —                      | —                      | —                      | 1                      | 1                      | 1                      | 1                      | 2                      | —                      | 1                      | 82                     | 6                      | : Or · : Or · : Or · : Or · : Or · : Platine · : Or · : 2 × Platine |
| A Momentary Lapse of Reason                                                    | - Sortie : 7 septembre 1987 - Label : EMI, Columbia - Formats : CD, LP, K7, téléchargement                               | 3                      | 2                      | 4                      | 3                      | 31                     | 8                      | 5                      | —                      | 26                     | 48                     | 4                      | 4                      | 2                      | 1                      | 2                      | 3                      | 3                      | 2                      | 3                      | : Or · : Or · : Platine · : Or · : 2 × Platine · : Platine · : Or · : Platine · : Or · : 2 × Platine · : 4 × Platine                                                                                        |
| The Division Bell                                                              | - Sortie : 28 mars 1994 ou 30 mars 1994 - Label : EMI, Columbia - Formats : CD, LP, K7, téléchargement                   | 1                      | 1                      | 1                      | 1                      | 83                     | 29                     | 1                      | 31                     | 49                     | —                      | 1                      | 1                      | 1                      | 1                      | 1                      | 23                     | 1                      | 1                      | 1                      | : 2 × Platine · : 3 × Or · : Platine · : Platine · : Platine · : Platine · : Platine · : 4 × Platine · : Platine · : Or · : 2 × Platine · : Platine · : Platine · : Platine · : 2 × Platine · : 3 × Platine |
| The Endless River                                                              | - Sortie : 10 novembre 2014 - Label : Parlophone, Columbia - Formats : CD, LP, téléchargement                            | 1                      | 1                      | 3                      | 1                      | 1                      | 1                      | 1                      | 1                      | 6                      | 4                      | 1                      | 1                      | 1                      | 1                      | 1                      | 1                      | 1                      | 1                      | 3                      | : Platine · : 3 × Or · : Platine · : Or · : Or · : Platine · : Or · : 2 × Platine · : 4 × Platine · : Platine · : Platine · : Or                                                                            |
| "—" indique que l'album n'entra pas dans les classements musicaux de ces pays. | |                        |                        |                        |                        |                        |                        |                        |                        |                        |                        |                        |                        |                        |                        |                        |                        |                        |                        |                        | |

### Albums live
| Delicate Sound of Thunder - Sortie : 21 novembre 1988 - Label : EMI, Columbia - Formats : Double CD, LP & K7, téléchargement | 11 | 5 | 4  | 15 | 36 | 17 | 7  | –  | 18 | 16 | 10 | 8  | 2  | 4  | 8 | 3  | 14 | 4 | 11  | : Or · : Or · : Or · : 3 × Platine · : Or · : 2 × Platine · : 2 × Or · : Or · : Platine · : Or · : Platine : 3 × Platine                                           |
| Pulse - Sortie : 5 juin 1995 - Label : EMI, Columbia - Formats : 2 x CD, 4 x LP, 2 x K7, téléchargement                      | 1  | 1 | 1  | 1  | 1  | 2  | 1  | -  | 80 | 11 | 3  | 10 | 1  | 1  | 1 | 1  | 2  | 1 | 1   | : Platine · : Platine · : Or · : Platine · : Platine · : Or · : 3 × Platine · : Or · : Platine · : Or · : Platine · : Or · : Platine · : 3 × Platine : 2 × Platine |
| Is There Anybody Out There? The Wall Live 1980-81 - Sortie : 27 mars 2000 - Label : EMI, Columbia - Formats : CD, K7         | 15 | 3 | —  | 3  | 7  | 5  | 4  | -  | –  | —  | 8  | 2  | 2  | 4  | 4 | —  | 50 | 3 | 19  | : Or · : Platine |
| Pink Floyd Live at Knebworth 1990 - Sortie : 30 avril 2021 - Label : Pink Floyd Records - Formats : CD, LP                   | 8  | 9 | 36 | 8  | 15 | 5  | —  | 29 | 29 | 35 | 23 | 4  | 13 | —  | 6 | 3  | 60 | 6 | 100 | — |
| The Dark Side of the Moon (Live at Wembley 1974) - Sortie : 24 Mars 2023 - Label : Pink Floyd Music Ltd - Formats : CD, LP   | 4  | — | —  | —  | 9  | 6  | 59 | —  | —  | —  | 12 | —  | —  | —  | 4 | 10 | —  | — | 49  | — |
| Pink Floyd at Pompeii – MCMLXXII - Sortie : 2 Mai 2025 - Label : Pink Floyd Music Ltd - Formats : CD, LP                     | 1  | 1 | 27 | 1  | 4  | 3  | 45 | 10 | 13 | —  | 6  | 1  | 21 | 15 | 3 | 5  | 20 | 1 | 28  | — |
| "—" indique que l'album n'entra pas dans les classements musicaux de ces pays.                                               |    |   |    |    |    |    |    |    |    |    |    |    |    |    |   |    |    |   |     | |

### Compilations
| Titre                                                                          | Détails | Classements des ventes | Classements des ventes | Classements des ventes | Classements des ventes | Classements des ventes | Classements des ventes | Classements des ventes | Classements des ventes | Classements des ventes | Classements des ventes | Classements des ventes | Classements des ventes | Classements des ventes | Classements des ventes | Classements des ventes | Classements des ventes | Classements des ventes | Classements des ventes | Classements des ventes | Certifications |
| Titre                                                                          | Détails | R-U                    | ALL                    | AUS                    | AUT                    | BEL                    | BEL                    | CAN                    | DAN                    | ESP                    | FIN                    | FRA                    | ITA                    | NOR                    | N-Z                    | P-B                    | POR                    | SUÈ                    | SUI                    | USA                    | Certifications |
| Titre                                                                          | Détails | R-U                    | ALL                    | AUS                    | AUT                    | (V)                    | (W)                    | CAN                    | DAN                    | ESP                    | FIN                    | FRA                    | ITA                    | NOR                    | N-Z                    | P-B                    | POR                    | SUÈ                    | SUI                    | USA                    | Certifications |
| ------------------------------------------------------------------------------ | --- | ---------------------- | ---------------------- | ---------------------- | ---------------------- | ---------------------- | ---------------------- | ---------------------- | ---------------------- | ---------------------- | ---------------------- | ---------------------- | ---------------------- | ---------------------- | ---------------------- | ---------------------- | ---------------------- | ---------------------- | ---------------------- | ---------------------- | --- |
| The Best of Pink Floyd                                                         | - Sortie : 1970 - Label : EMI, Columbia - Formats : LP, K7 - Réédité en 1974 en Europe sous le titre "Masters of Rock" | —                      | —                      | —                      | —                      | —                      | —                      | —                      | —                      | —                      | —                      | 4                      | —                      | —                      | —                      | —                      | —                      | —                      | —                      | —                      | : Or |
| Relics                                                                         | - Sortie : 14 mai 1971 - Label : Starline, Harvest - Formats : CD, LP, K7                                              | 32                     | 43                     | 29                     | 72                     | —                      | —                      | 65                     | —                      | —                      | —                      | —                      | 41                     | —                      | —                      | —                      | —                      | —                      | —                      | 152                    | : Or |
| A Nice Pair                                                                    | - Sortie : 18 janvier 1974 - Label : EMI, Harvest - Formats : Double CD & LP, K7                                       | 21                     | —                      | —                      | —                      | —                      | —                      | —                      | —                      | —                      | —                      | —                      | —                      | 8                      | —                      | —                      | —                      | —                      | —                      | 36                     | : Or · : Or · : Or                                                                                                   |
| A Collection of Great Dance Songs                                              | - Sortie : 23 novembre 1981 - Label : EMI, Harvest - Formats : CD, LP, K7, téléchargement                              | 37                     | 36                     | 14                     | 18                     | —                      | —                      | 22                     | —                      | —                      | —                      | —                      | —                      | 5                      | 5                      | 6                      | —                      | —                      | —                      | 31                     | : Or · : Platine · : Or · : Or · : 2 × Platine                                                                       |
| Works                                                                          | - Sortie : 18 juin 1983 - Label : Capitol Records - CD, LP, K7                                                         | —                      | —                      | 64                     | —                      | —                      | —                      | 92                     | —                      | —                      | —                      | —                      | —                      | —                      | —                      | —                      | —                      | —                      | —                      | 68                     | |
| Shine On (coffret)                                                             | - Sortie : 2 novembre 1992 - Label : EMI - Format: coffret 9 CD                                                        | —                      | —                      | —                      | —                      | —                      | —                      | —                      | —                      | —                      | —                      | —                      | —                      | —                      | —                      | —                      | —                      | —                      | —                      | —                      | : Platine |
| Echoes: The Best of Pink Floyd                                                 | - Sortie : 5 novembre 2001 - Label : EMI, Capitol - Formats : Double CD, 4 x LP, 2 x K7, téléchargement                | 2                      | 1                      | 4                      | 2                      | 2                      | 3                      | 2                      | 3                      | —                      | 16                     | 2                      | 1                      | 2                      | 1                      | 3                      | 40                     | 3                      | 3                      | 2                      | : 3 × Platine · : Or · : Platine · : 6 × Platine · : Or · : Platine · : Or · : 3 × Platine · : Platine : 4 × Platine |
| Oh, By the Way (coffret)                                                       | - Sortie : 10 décembre 2007 - Label : EMI - Format: coffret 16 CD                                                      | —                      | —                      | —                      | —                      | —                      | —                      | —                      | —                      | —                      | —                      | —                      | —                      | —                      | —                      | —                      | —                      | —                      | —                      | —                      | |
| Discovery (coffret)                                                            | - Sortie : 26 septembre 2011 - Label : EMI - Format : coffret 16 CD                                                    | ——                     | 9                      | —                      | 61                     | 39                     | 14                     | —                      | —                      | 53                     | 42                     | 55                     | 38                     | —                      | —                      | 57                     | 23                     | 43                     | 24                     | 175                    | |
| A Foot in the Door: The Best of Pink Floyd                                     | - Sortie : 7 novembre 2011 - Label : EMI - Formats : CD, LP, K7, téléchargement                                        | 14                     | 30                     | 15                     | 25                     | 23                     | 16                     | 22                     | 11                     | 27                     | —                      | 28                     | 4                      | 4                      | 8                      | 21                     | 8                      | 7                      | 23                     | 50                     | : Platine · : Platine · : Or · : 2 × Platine · : Platine                                                             |
| The Early Years 1965-1972                                                      | - Sortie : 11 novembre 2016 - Label : Pink Floyd Records - Formats : 11 x CD, 9 x DVD, 8 x Blu Ray, 5 x singles        | 19                     | —                      | —                      | —                      | —                      | —                      | —                      | —                      | —                      | —                      | —                      | 27                     | —                      | —                      | —                      | —                      | —                      | —                      | —                      | |
| The Early Years 1967-1972: Cre/ation                                           | - Sortie : 11 novembre 2016 - Label : Pink Floyd Records - Formats : 2 x CD, téléchargement                            | —                      | 20                     | 47                     | 29                     | 21                     | 20                     | 38                     | —                      | 58                     | —                      | 21                     | 13                     | —                      | —                      | 22                     | 11                     | —                      | 24                     | 103                    | |
| The Early Years: Cambridge St/ation                                            | - Sortie : 24 mars 2017 - Label : Pink Floyd Records - Formats : 2 x CD, DVD, Blu-Ray, téléchargement                  | —                      | 96                     | —                      | —                      | —                      | 115                    | —                      | —                      | —                      | —                      | —                      | —                      | —                      | —                      | —                      | —                      | —                      | —                      | —                      | |
| The Early Years 1968: Germin/Ation                                             | - Sortie : 24 mars 2017 - Label : Pink Floyd Records - Formats : CD, DVD, Blu-ray, téléchargement                      | —                      | —                      | —                      | —                      | 151                    | 107                    | —                      | —                      | —                      | —                      | —                      | —                      | —                      | —                      | —                      | —                      | —                      | —                      | —                      | |
| The Early Years 1969: Dramatis/ation                                           | - Sortie : 11 novembre 2016 - Label : Pink Floyd Records - Formats : 2 x CD, DVD, Blu-Ray, téléchargement              | —                      | 87                     | —                      | —                      | 141                    | 123                    | —                      | —                      | —                      | —                      | —                      | —                      | —                      | —                      | —                      | —                      | —                      | —                      | —                      | |
| The Early Years 1970: Devi/ation                                               | - Sortie : 24 mars 2017 - Label : Pink Floyd Records - Formats : 2 x CD, 2 x DVD, Blu-RAY, téléchargement              | —                      | 68                     | —                      | —                      | 162                    | 96                     | —                      | —                      | —                      | —                      | —                      | 77                     | —                      | —                      | —                      | —                      | —                      | —                      | —                      | |
| The Early Years 1971: Reverber/ation                                           | - Sortie : 24 mars 2017 - Label : Pink Floyd Records - Formats : CD, DVD, Blu-ray téléchargement                       | —                      | 86                     | —                      | —                      | 168                    | 108                    | —                      | —                      | —                      | —                      | —                      | 96                     | —                      | —                      | —                      | —                      | —                      | —                      | —                      | |
| The Early Years 1972: Obfusc/ation                                             | - Sortie : 24 mars 2017 - Label : Pink Floyd Records - Formats : 2 x CD, DVD, Blu-ray, téléchargement                  | —                      | 61                     | —                      | —                      | 154                    | 73                     | —                      | —                      | —                      | —                      | —                      | 79                     | —                      | —                      | —                      | —                      | —                      | —                      | —                      | |
| The Later Years 1987–2019                                                      | - Sortie : 13 décembre 2019 - Label : Pink Floyd Music - Formats : 2 x CD, téléchargement                              | 32                     | 18                     | 45                     | 50                     | 30                     | 23                     | 76                     | —                      | 24                     | —                      | 40                     | 10                     | 17                     | —                      | 31                     | 10                     | —                      | 10                     | 197                    | : Argent |
| "—" indique que l'album n'entra pas dans les classements musicaux de ces pays. | |                        |                        |                        |                        |                        |                        |                        |                        |                        |                        |                        |                        |                        |                        |                        |                        |                        |                        |                        | |

## EP
| Titre                         | Détails                                              |
| ----------------------------- | ---------------------------------------------------- |
| London '66-'67                | - Sortie : 19 septembre 1995 - Label : See for Miles |
| 1967: The First Three Singles | - Sortie : 4 août 1997 - Label : EMI                 |
| 1965: Their First Recordings  | - Sortie : 27 novembre 2015 - Label : Parlophone     |

## Singles

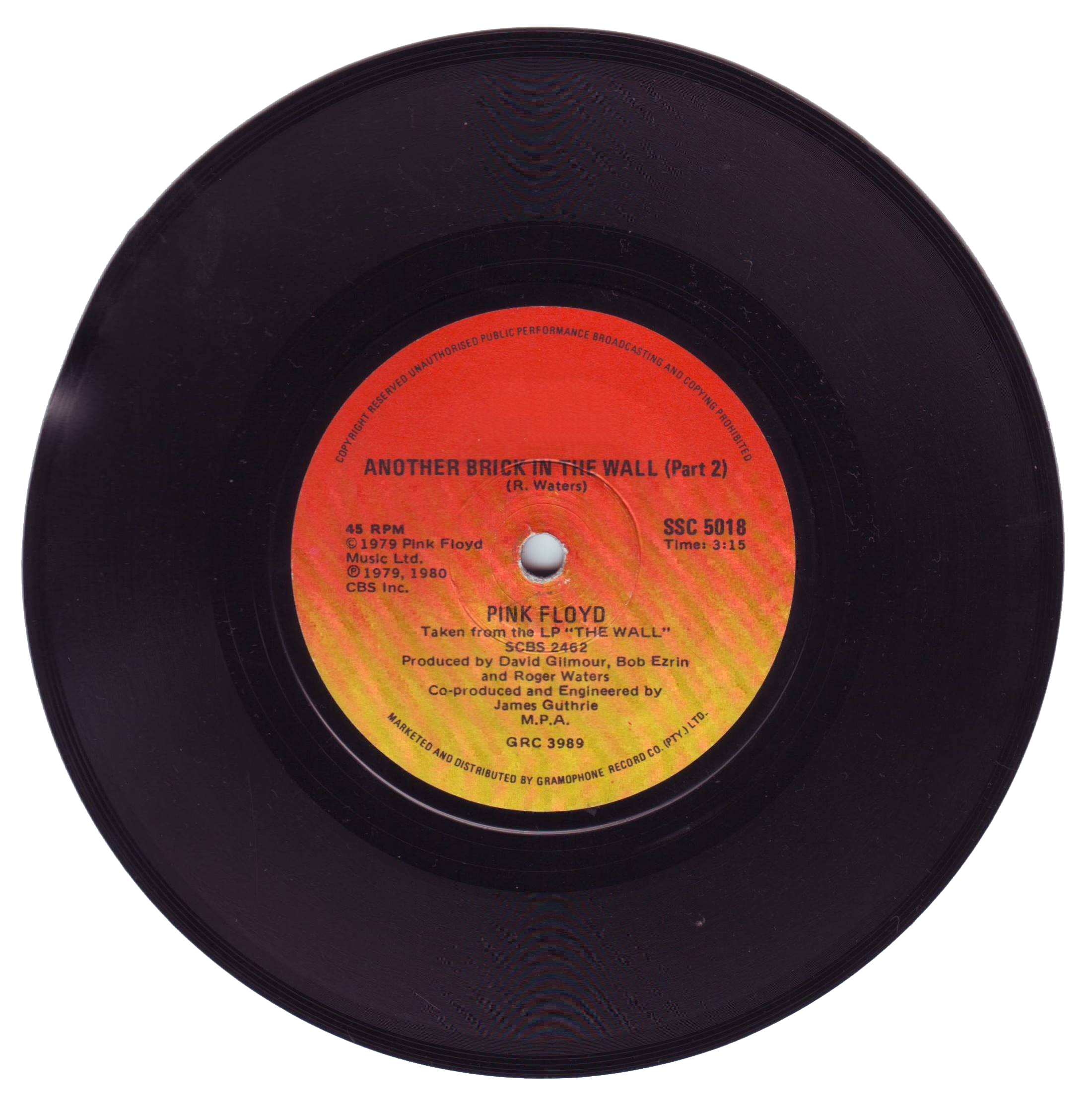
Le 45 tours Another Brick in the Wall (Part II) (1979) est le single le plus vendu de Pink Floyd.

Au début 1967 l'agent du groupe Bryan Morrison fait enregistrer à Pink Floyd plusieurs morceaux afin de promouvoir le groupe auprès des maisons de disque. C'est ainsi que le premier single du groupe Arnold Layne / Candy and a Currant Bun est enregistré, avant d'être commercialisé le 10 mars 1967. Après avoir signé pour EMI Records, un deuxième single contenant See Emily Play en face A est publié le 16 juin. Après la sortie de The Piper at the Gates of Dawn, qui connaît un succès prometteur, EMI demande au groupe de sortir un nouveau single. Malgré la réticence de Pink Floyd, le groupe souhaitant privilégier l'écriture d'un prochain album, Peter Jenner convainc finalement Syd Barrett, qui écrit Apples and Oranges et Paintbox. Ce dernier single étant destiné au marché européen, les chansons Flaming et The Gnome, tirées de The Piper at the Gates of Dawn, sont utilisées en tant que single aux États-Unis afin de promouvoir la tournée américaine du groupe.
En 1968, après le départ de Syd Barrett et en plein enregistrement de A Saucerful of Secrets, Richard Wright compose It Would Be So Nice, tandis que Roger Waters signe Julia Dream. Bien que le single ne soit pas apprécié des membres, sa face B marque un tournant dans la carrière de Pink Floyd : Julia Dream est la première chanson enregistrée sans Barrett ainsi que la première contribution vocale de David Gilmour. Let There Be More Light / Remember a Day, de A Saucerful of Secrets, sont utilisés comme single au Japon et aux États-Unis mais sans entrer dans les charts. Troisième single de Pink Floyd cette année-là, Point Me at the Sky / Careful with That Axe, Eugene passe complètement inaperçu malgré un style psychédélique se rapprochant des Beatles.
Pour promouvoir Meddle, le groupe utilise One of these Days avec en face B Fearless aux États-Unis et Seamus au Japon, puis, pour Obscured by Clouds, c'est Free Four et Stay qui sont choisies pour le single américain. Bien que ce soit Time et Us and Them qui soient choisies pour la promotion de The Dark Side of the Moon, le succès de l'album pousse Capitol Records à sortir une version single de Money en mai 1973 dans plusieurs pays avec Any Colour You Like en face B,. Money est un véritable succès, prenant la première place des charts en France, la dixième place en Autriche et la treizième aux États-Unis, ce qui propulse le groupe sur le devant de la scène en seulement quelques semaines. Pour Wish You Were Here, c'est Have a Cigar qui est choisie comme single, avec Shine On You Crazy Diamond en face B dans plusieurs pays européens et Welcome to the Machine aux États-Unis.
En 1979, Bob Ezrin insiste pour publier Another Brick in the Wall, Part 2 en single malgré le refus catégorique des membres du groupe. Le single est le premier de Pink Floyd en Grande-Bretagne depuis See Emily Play et devient numéro un dans de nombreux pays. Waters s'indigne plus tard de ce succès : « [c'était] un nouveau clou dans mon cœur […] imaginer les gens achetant comme des moutons un disque leur disant de ne pas se laisser parquer par des chiens de garde ». Deux autres singles tirés de The Wall sortent l'année suivante : Run Like Hell / Don't Leave Me Now aux États-Unis et en Europe, à l'exception du Royaume-Uni, et Comfortably Numb / Hey You en Europe,. En 1982, à l'occasion de la sortie du film The Wall, When the Tigers Broke Free sort en single avec la version du film de Bring the Boys Back Home. Le titre avait auparavant été supprimé de l'album The Wall pour son texte trop personnel racontant la mort du père de Waters pendant la Seconde Guerre mondiale avant d'être repris pour la bande originale du film.
| Titre                                                                          | Détails                                                                                     | Classements des ventes | Classements des ventes | Classements des ventes | De l'album                     |
| Titre                                                                          | Détails                                                                                     | R-U                    | ALL                    | P-B                    | De l'album                     |
| ------------------------------------------------------------------------------ | ------------------------------------------------------------------------------------------- | ---------------------- | ---------------------- | ---------------------- | ------------------------------ |
| Arnold Layne                                                                   | - Sortie : 10 mars 1967 - Face B : Candy and a Currant Bun - Label : EMI, Columbia          | 20                     | —                      | 24                     | Non album single               |
| See Emily Play                                                                 | - Sortie : 16 juin 1967 - Face B : The Scarecrow - Label : EMI, Columbia                    | 6                      | 25                     | —                      | Non album single               |
| Flaming                                                                        | - Sortie : 6 novembre 1967 - Face B : The Gnome - Label : Tower Records                     | —                      | —                      | —                      | The Piper at the Gates of Dawn |
| Apples and Oranges                                                             | - Sortie : 17 novembre 1967 - Face B : Paintbox - Label : EMI, Columbia                     | —                      | —                      | —                      | Non album single               |
| It Would Be So Nice                                                            | - Sortie : 19 avril 1968 - Face B : Julia Dream - Label : EMI, Columbia                     | —                      | —                      | —                      | Non album single               |
| Let There Be More Light                                                        | - Sortie : 19 août 1968 - Face B : Remember a Day - Label : EMI, Columbia                   | —                      | —                      | —                      | A Saucerful of Secrets         |
| Point Me at the Sky                                                            | - Sortie : 6 décembre 1968 - Face B : Careful with That Axe, Eugene - Label : EMI, Columbia | —                      | —                      | —                      | Non album single               |
| The Nile Song                                                                  | - Sortie : 1969 - Face B : Ibiza Bar - Label : EMI, Harvest Records                         | —                      | —                      | —                      | More                           |
| "—" indique que l'album n'entra pas dans les classements musicaux de ces pays. |                                                                                             |                        |                        |                        |                                |

| Titre                                                                          | Détails                                                                                             | Classements des ventes | Classements des ventes | Classements des ventes | Classements des ventes | Classements des ventes | Classements des ventes | Classements des ventes | Classements des ventes | Classements des ventes | Classements des ventes | Classements des ventes | Classements des ventes | Classements des ventes | Classements des ventes | Classements des ventes | Certifications                                        | De l'album                |
| Titre                                                                          | Détails                                                                                             | R-U                    | ALL                    | AUS                    | AUT                    | BEL                    | BEL                    | CAN                    | FRA                    | ITA                    | NOR                    | N-Z                    | P-B                    | SUÈ                    | SUI                    | USA Hot 100            | Certifications                                        | De l'album                |
| Titre                                                                          | Détails                                                                                             | R-U                    | ALL                    | AUS                    | AUT                    | (V)                    | (W)                    | CAN                    | FRA                    | ITA                    | NOR                    | N-Z                    | P-B                    | SUÈ                    | SUI                    | USA Hot 100            | Certifications                                        | De l'album                |
| ------------------------------------------------------------------------------ | --------------------------------------------------------------------------------------------------- | ---------------------- | ---------------------- | ---------------------- | ---------------------- | ---------------------- | ---------------------- | ---------------------- | ---------------------- | ---------------------- | ---------------------- | ---------------------- | ---------------------- | ---------------------- | ---------------------- | ---------------------- | ----------------------------------------------------- | ------------------------- |
| One of These Days                                                              | - Sortie : 29 novembre 1971 - Face B : Fearless - Label : Harvest Records, Capitol Records          | —                      | —                      | —                      | —                      | —                      | —                      | —                      | —                      | —                      | —                      | —                      | —                      | —                      | —                      | —                      | —                                                     | Meddle                    |
| Free Four                                                                      | - Sortie : 10 juillet 1972 - Face B : Stay - Label : Harvest, Capitol                               | —                      | —                      | —                      | —                      | —                      | 35                     | —                      | 36                     | 47                     | —                      | —                      | 29                     | —                      | —                      | —                      | —                                                     | Obscured by Clouds        |
| Money                                                                          | - Sortie : 10 juillet 1972 - Face B : Any Colour You Like - Label : Harvest, Capitol                | —                      | 49                     | —                      | 10                     | —                      | 11                     | 18                     | 6                      | 14                     | —                      | —                      | —                      | —                      | —                      | 13                     | : Or ·                                                | The Dark Side of the Moon |
| Time                                                                           | - Sortie : 4 février 1974 - Face B : Us and Them - Label : Harvest                                  | —                      | —                      | —                      | —                      | —                      | —                      | 85                     | —                      | —                      | —                      | —                      | —                      | —                      | —                      | —                      | : Or · : Platine ·                                    | The Dark Side of the Moon |
| Have a Cigar                                                                   | - Sortie : novembre 1975 - Face B : Shine On You Crazy Diamond (Part 1) - Label : Harvest, Columbia | —                      | —                      | —                      | —                      | —                      | 35                     | —                      | 2                      | 49                     | —                      | —                      | —                      | —                      | —                      | —                      | —                                                     | Wish You Were Here        |
| Pigs on the Wing                                                               | - Sortie : février 1977 - Face B : Sheep (Radio Edit) - Label : Harvest                             | —                      | —                      | —                      | —                      | —                      | 25                     | —                      | 6                      | —                      | —                      | —                      | —                      | —                      | —                      | —                      | —                                                     | Animals                   |
| Another Brick in the Wall (Part II)                                            | - Sortie : 23 novembre 1979 - Face B : One of My Turns - Label : Harvest, Columbia                  | 1                      | 1                      | 2                      | 1                      | 2                      | —                      | 1                      | 1                      | 2                      | 1                      | 1                      | 4                      | 1                      | 1                      | 1                      | : Or · : Or · : Or · : Or · : 2 × Platine · : Platine | The Wall                  |
| "—" indique que l'album n'entra pas dans les classements musicaux de ces pays. | |                        |                        |                        |                        |                        |                        |                        |                        |                        |                        |                        |                        |                        |                        |                        |                                                       |                           |

| Titre                                                                          | Détails | Classements des ventes | Classements des ventes | Classements des ventes | Classements des ventes | Classements des ventes | Classements des ventes | Classements des ventes | Classements des ventes | Classements des ventes | Classements des ventes | Classements des ventes | Classements des ventes | Classements des ventes | Classements des ventes | Certifications                 | De l'album                  |
| Titre                                                                          | Détails | R-U                    | ALL                    | AUT                    | BEL(V)                 | CAN                    | FRA                    | ITA                    | NOR                    | N-Z                    | P-B                    | SUÈ                    | SUI                    | USA Hot 100            | USA Main.              | Certifications                 | De l'album                  |
| ------------------------------------------------------------------------------ | --- | ---------------------- | ---------------------- | ---------------------- | ---------------------- | ---------------------- | ---------------------- | ---------------------- | ---------------------- | ---------------------- | ---------------------- | ---------------------- | ---------------------- | ---------------------- | ---------------------- | ------------------------------ | --------------------------- |
| Run Like Hell                                                                  | - Sortie : 9 juin 1980 - Face B : Don't Leave Me Now - Label : Harvest, Columbia                                   | —                      | 46                     | —                      | —                      | 15                     | 12                     | —                      | —                      | 30                     | —                      | 18                     | —                      | 53                     | —                      | —                              | The Wall                    |
| Comfortably Numb                                                               | - Sortie : 23 juin 1980 - Face B : Hey You - Label : Harvest, Columbia                                             | —                      | —                      | —                      | —                      | —                      | —                      | —                      | —                      | —                      | —                      | —                      | —                      | —                      | 24                     | : Platine · : Or · : Platine · | The Wall                    |
| When the Tigers Broke Free                                                     | - Sortie : 26 juillet 1982 - Face B : Bring the Boys Back Home - Label : Harvest, Columbia                         | 39                     | —                      | —                      | —                      | 43                     | 70                     | 34                     | —                      | —                      | —                      | —                      | —                      | —                      | —                      | —                              | The Wall (film)             |
| Not Now John                                                                   | - Sortie : 3 mai 1983 - Face B : The Hero's Return Part I & II - Label : Harvest                                   | 30                     | —                      | —                      | —                      | —                      | 5                      | —                      | —                      | —                      | —                      | —                      | —                      | —                      | 7                      | —                              | The Final Cut               |
| Learning to Fly                                                                | - Sortie : 5 octobre 1987 - Face B : One Slip - Label : EMI, Columbia                                              | —                      | 71                     | —                      | —                      | —                      | 60                     | —                      | —                      | 10                     | —                      | —                      | —                      | 70                     | 1                      | —                              | A Momentary Lapse of Reason |
| On the Turning Away                                                            | - Sortie : 14 décembre 1987 - Face B : Run Like Hell (live) - Label : EMI, Columbia                                | 55                     | —                      | —                      | —                      | —                      | 18                     | —                      | —                      | 34                     | 47                     | —                      | —                      | —                      | 1                      | —                              | A Momentary Lapse of Reason |
| One Slip                                                                       | - Sortie : 13 juin 1988 - Face B : Terminal Frost' - Label : EMI, Columbia                                         | 50                     | —                      | —                      | —                      | —                      | —                      | —                      | —                      | —                      | —                      | —                      | —                      | —                      | 5                      | —                              | A Momentary Lapse of Reason |
| Take It Back                                                                   | - Sortie : 16 mai 1994 - Face B : Astronomy Domine (live) - Label : EMI, Columbia                                  | 23                     | 75                     | —                      | 43                     | 9                      | 22                     | —                      | —                      | 7                      | 23                     | —                      | —                      | 73                     | 4                      | —                              | The Division Bell           |
| High Hopes                                                                     | - Sortie : 17 octobre 1994 - Face B :Keep Talking 'One of These Days (live) - Label : EMI                          | 26                     | —                      | —                      | —                      | 8                      | 4                      | —                      | —                      | —                      | —                      | —                      | —                      | —                      | 7                      | —                              | The Division Bell           |
| Wish You Were Here (live)                                                      | - Sortie : 20 juillet 1995 - Face B : Coming Back to Life (live) The Dogs of War (live) - Label : EMI, Columbia    | 68                     | 67                     | —                      | —                      | —                      | —                      | —                      | —                      | —                      | —                      | —                      | —                      | —                      | —                      | —                              | Pulse                       |
| Wish You Were Here                                                             | - Sortie : novembre 2012 - Face B : — - Label : EMI                                                                | 68                     | 67                     | 48                     | —                      | —                      | 79                     | 73                     | 18                     | —                      | —                      | 37                     | —                      | —                      | —                      | : Platine · : 2 × Platine      | Non album single            |
| Louder Than Words                                                              | - Sortie : 14 octobre 2014 - Face B : — - Label : Parlophone                                                       | —                      | —                      | —                      | —                      | —                      | —                      | 39                     | —                      | —                      | —                      | —                      | —                      | —                      | —                      | —                              | The Endless River           |
| Hey Hey Rise Up                                                                | - Avec : Andriy Khlyvnyuk (chant) - Sortie : 8 avril 2022 - Face B : A Great Day for Freedom 2022 - Label : Legacy | 49                     | 61                     | —                      | —                      | 1                      | —                      | —                      | —                      | —                      | —                      | —                      | 2                      | —                      | —                      | —                              | Non album single            |
| "—" indique que l'album n'entra pas dans les classements musicaux de ces pays. | |                        |                        |                        |                        |                        |                        |                        |                        |                        |                        |                        |                        |                        |                        |                                |                             |

## Participations
- 1968 : Tonite Let's All Make Love in London : Interstellar Overdrive
- 1968 : The Committee (participation à la bande originale)
- 1970 : Zabriskie Point (participation à la bande originale)
- 1990 : Knebworth: The Album : Comfortably Numb, Run Like Hell

## Filmographie
- 1970 : Pink Floyd à Saint-Tropez
  - Film de 53 minutes enregistré le 8 août 1970, diffusé dans l'émission « Pop 2 » de Patrice Blanc-Francard les 10 et 24 octobre 1970[157].
- 1972 : Pink Floyd: Live at Pompeii
  - Concert sans spectateurs, du groupe dans l'amphithéâtre de Pompéi (Italie), réalisé par Adrian Maben.
- 1982 : The Wall
  - Adaptation cinématographique de l'album The Wall scénarisée par Roger Waters réalisée par Alan Parker, avec Bob Geldof dans le rôle principal.
- 1989 : Delicate Sound of Thunder
  - Concerts de la tournée A Momentary Lapse of Reason, principalement ceux donnés au Nassau Coliseum (New York).
- 1992 : La Carrera Panamericana
  - Film tourné pendant la Carrera Panamericana, course automobile mexicaine à laquelle participèrent David Gilmour et Nick Mason. La bande sonore est du groupe.
- 1995 : Pulse
  - Concert de la tournée P·U·L·S·E. Réédité en DVD en 2006.
- 2003 : Classic Albums: The Dark Side of the Moon
  - Documentaire de Classic Albums à propos de la création de l'album, qui contient des entretiens avec les quatre membres du groupe.
- 2005 : London '66-'67
  - Concert de 1967, reprenant les titres parus dans Tonite Let's All Make Love in London dans leur totalité.